# مورغان واترس
مورغان واترس هو موسيقي كندي، ولد في 25 أغسطس 1981.

## وصلات خارجية
- مورغان واترس على موقع IMDb (الإنجليزية)
- مورغان واترس على موقع ميوزك برينز (الإنجليزية)
- مورغان واترس على موقع قاعدة بيانات الفيلم (الإنجليزية)